# Svetlana Kitova
Svetlana Kitova (Unión Soviética, 25 de junio de 1960-20 de noviembre de 2015) fue una atleta soviética especializada en la prueba de 1500 m, en la que consiguió ser subcampeona mundial en pista cubierta en 1989.

## Carrera deportiva
En el Campeonato Mundial de Atletismo en Pista Cubierta de 1989 ganó la medalla de plata en los 1500 metros, con un tiempo de 4:05.71 segundos, tras la rumana Doina Melinte y por delante de la alemana Yvonne Mai.